# Chenereilles (Górna Loara)
Chenereilles – miejscowość i gmina we Francji, w regionie Owernia-Rodan-Alpy, w departamencie Górna Loara.
Według danych na rok 1990 gminę zamieszkiwało 217 osób, a gęstość zaludnienia wynosiła 15 osób/km² (wśród 1310 gmin Owernii Chenereilles plasuje się na 633. miejscu pod względem liczby ludności, natomiast pod względem powierzchni na miejscu 645.).